# Bol'šoj Tap
Il Bol'šoj Tap (in russo Большой Тап?) è un fiume navigabile della Siberia Occidentale, affluente di sinistra della Konda (bacino idrografico dell'Irtyš). Scorre nel Sovetskij e nel Kondinskij rajon del Circondario autonomo degli Chanty-Mansi-Jugra, in Russia.
Il fiume ha origine dal lago Tapto e scorre in direzione nord-sud nella pianura della Konda (Кондинская низменность) in una zona scarsamente popolata, senza popolazione permanente, con giacimenti di petrolio e gas dove viene estratto il petrolio.
La lunghezza del fiume è di 504 km e il bacino è di 6 700 km². Sfocia nella Konda a 586 km dalla foce. Il fiume gela da ottobre-novembre, sino a fine aprile-inizio maggio.